# Бурхановка (река)
Бурхановка — река в Амурской области России, в Благовещенске. Бурхановка целиком протекает по территории Благовещенска, впадая в Зею в районе завода «Амурский металлист».
Средний расход воды — 0,5 м³/с. Уклон реки — 0,1 м/км.

## История
Происхождение названия: «Бурхан» с монгольского — буддийский идол, бог, изображение святого.
В 1963 году мелиораторы прокопали трехкилометровый канал, по которому часть потенциальных вод Бурхановки потекла в речку Чигиринку. После столь радикальных мелиоративных работ и без того неполноводная Бурхановка усохла.

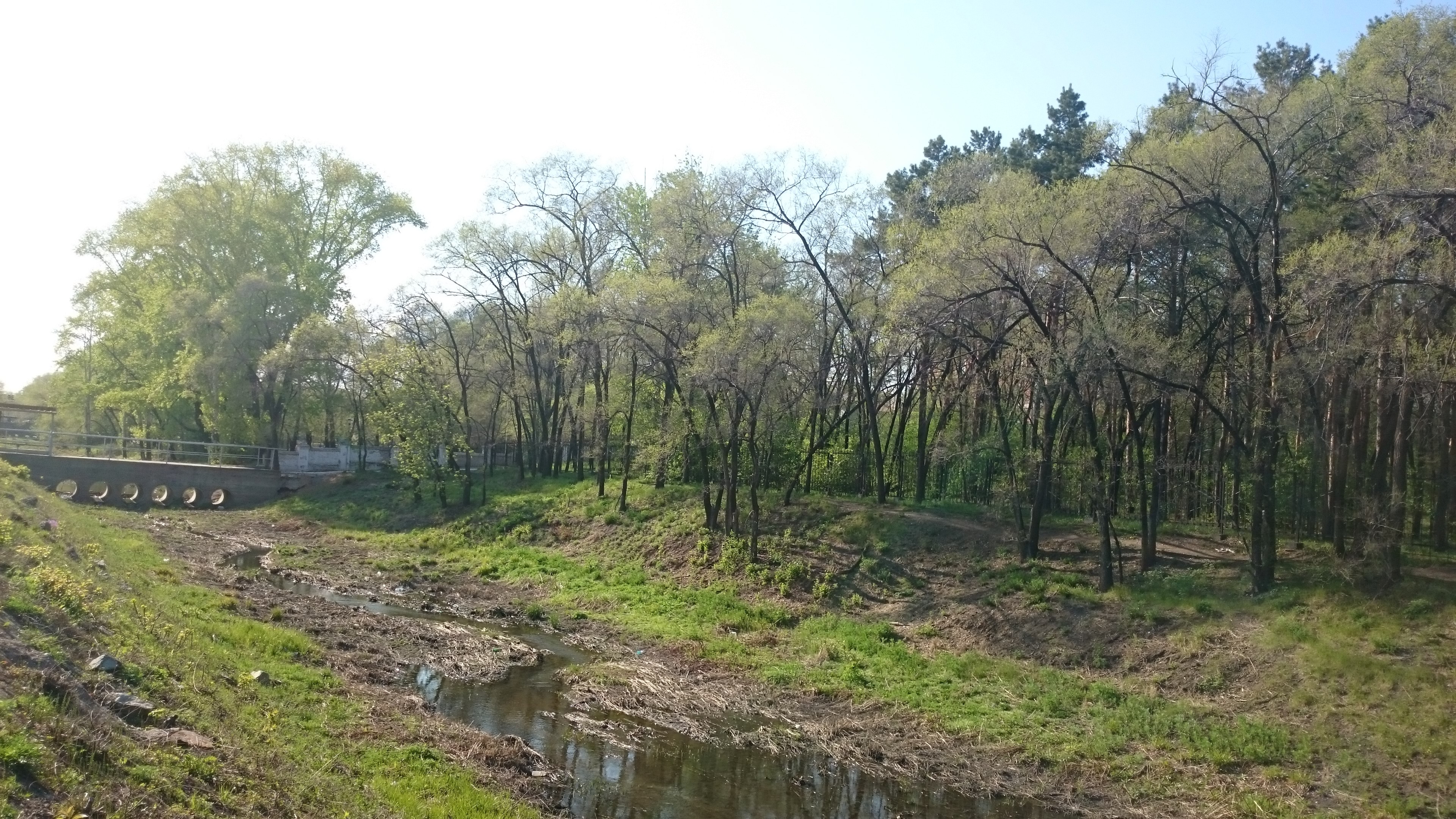
Бурхановка в мае 2015

## Гидрология
Питание преимущественно дождевое, доля которого от общего годового стока составляет 50—70 %. На снеговое приходится 10—20 %, на подземное — 10—30 %.

## Мосты
Бурхановку пересекают множество автомобильных и пешеходных мостов на всем её протяжении.

## Вторая жизнь
В настоящее время берега и русло реки очищаются от бытовых отходов, долгое время сбрасывавшихся в воду. Работы ведутся на всем протяжении реки от устья к истоку. Планируется создать на берегах несколько зон отдыха для горожан. Работы, инициированные по представлению природоохранного прокурора, ведутся за счет средств федерального и регионального бюджетов.
1. ↑  Ресурсы поверхностных вод СССР: Гидрологическая изученность. Т. 18. Дальний Восток. Вып. 1. Амур / под ред. С. Д. Шабалина. — Л.: Гидрометеоиздат, 1966. — 487 с.